# Jan Meixner
Jan Meixner (ur. 1926, zm. 1997) - profesor zwyczajny Akademii Rolniczej w Poznaniu, dziekan Wydziału Leśnego.
Od 1956 w Katedrze Dendrometrii. Był głównym inicjatorem powołania Arboretum w Zielonce, a następnie długoletnim przewodniczącym jego rady naukowej. 
Pochowany na Cmentarzu św. Jana Vianneya w Poznaniu (kwatera św. Barbary-30-25). Upamiętniony głazem zlokalizowanym w arboretum zieloneckim (odsłoniętym 29 kwietnia 1998).

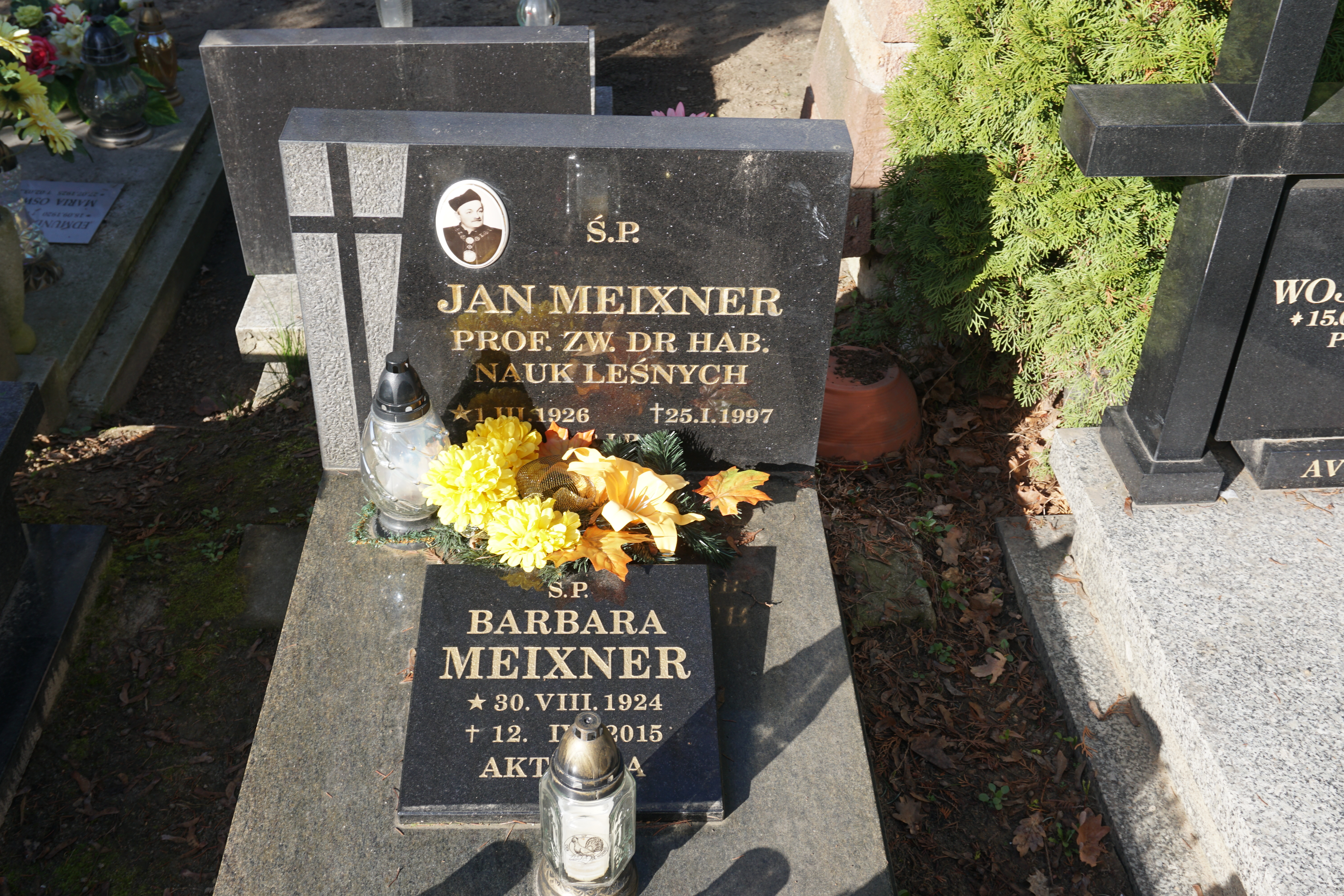
Grób prof. Jana Meixnera na cmentarzu św. Jana Vianneya w Poznaniu